# 楊載鳴
楊載鳴（1514年—1563年），字虛卿，號武東，江西吉安府泰和縣人，明朝政治人物。

## 生平
嘉靖十七年（1538年）戊戌科進士，授廣東潮州府推官。丁父憂去職。服闕，補登州府推官，召爲吏部稽勲主事，由验封郎中爲文選。因忤张居正，左遷将樂縣典史。居一載，轉惠州府推官。再升南京文選主事、考功郎中，出為四川僉事，陞廣西提學副使、福建參政。丁母憂歸。除喪至京，僉議以公久淹，不宜復外補，吏部已虚京堂缺待公矣，公坚辞不可，乃復補河南參政，旋升通政司謄黄通政。尋感疾卒，年五十。

## 家族
楊載鳴為永樂間名臣楊士奇五世孫。曾祖楊昱，曾任太僕寺丞；祖父楊雯；父楊訓，曾任教諭，母劉氏。配龍氏，封安人。继娶蕭氏。子二：寅亨、寅弼。